# Uttarkashi (distrikt)
Uttarkāshi är ett distrikt i Indien.   Det ligger i delstaten Uttarakhand, i den norra delen av landet, 290 km norr om huvudstaden New Delhi. Antalet invånare är 330 086.
Följande samhällen finns i Uttarkāshi:
- Uttarkashi
- Barkot
- Gangotri